# 第14旅団 (陸上自衛隊)
第14旅団（だいじゅうよんりょだん、JGSDF 14th Brigade）は、陸上自衛隊の機動旅団のひとつである。中部方面隊直轄にあり、陸上自衛隊善通寺駐屯地（香川県 善通寺市）に司令部を置き、四国4県（徳島県・香川県・愛媛県・高知県）の防衛警備を担当する。

## 概要

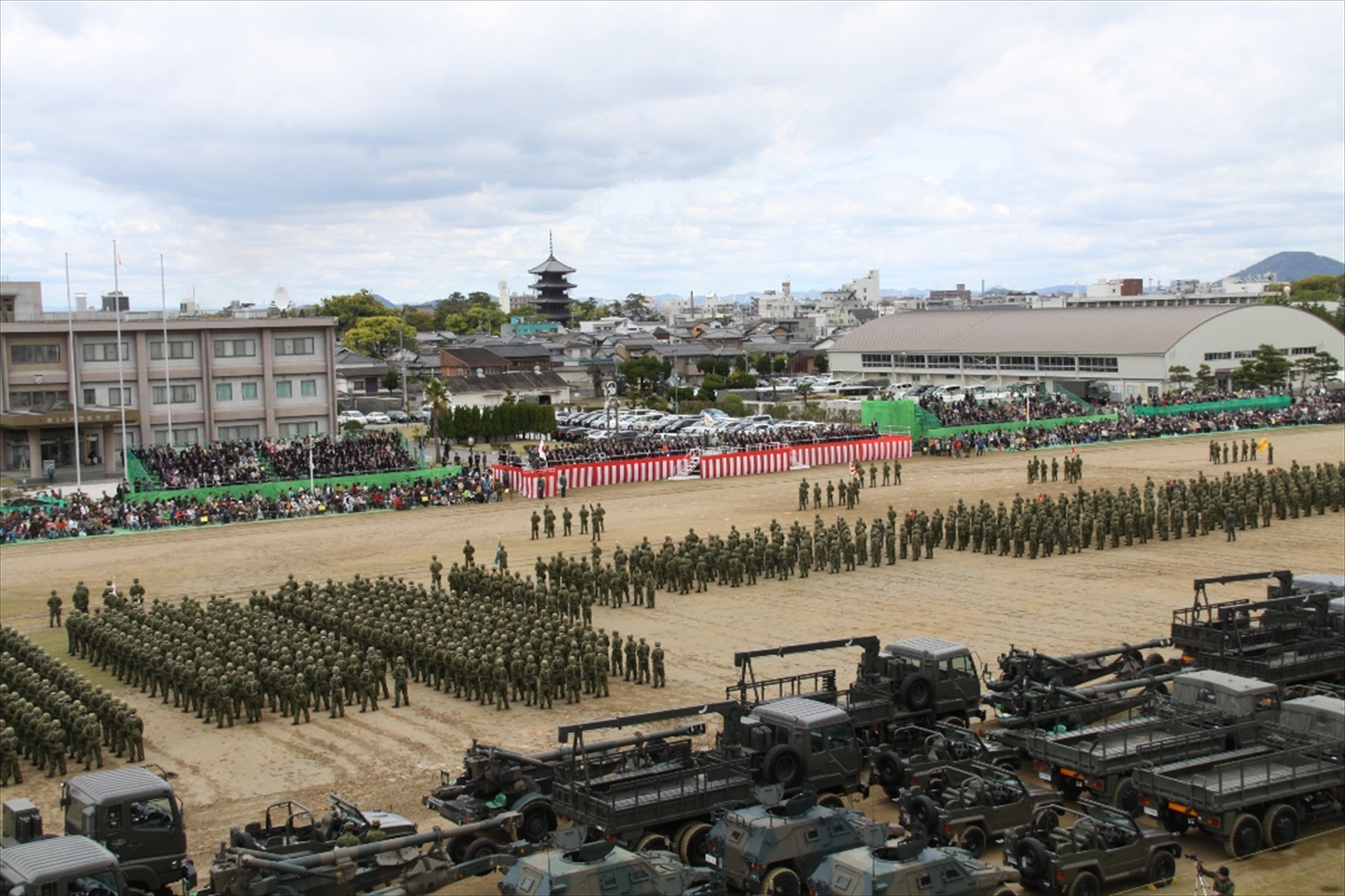
旅団観閲式における隷下部隊

即応機動連隊および普通科連隊を基幹とする旅団で、2018年（平成30年）3月27日、陸上自衛隊で最初に機動旅団に改編された。
2006年（平成18年）3月に第2混成団から即応近代化旅団に改編され、旅団編成完結式には中部方面総監が臨席し、第15普通科連隊長・第50普通科連隊長に自衛隊旗が授与された。旅団の師団等標識は、第2混成団時代のものを踏襲しており、四国の地図の上にローマ数字の14を合わせたものである。

## 沿革
- 2006年（平成18年）3月27日：第2混成団が第14旅団に改編。

1. 第14旅団司令部および付隊、第50普通科連隊、第14後方支援隊、第14偵察隊、第14通信中隊、第14音楽隊が善通寺駐屯地に新編。
2. 第14特科隊、第14高射特科中隊が松山駐屯地に新編。
3. 第14戦車中隊が日本原駐屯地に新編[1]。
4. 第14施設中隊が高知駐屯地に新編。
5. 第14旅団司令部付隊化学防護隊を善通寺駐屯地に新編。[2]。

- 2010年（平成22年）3月26日：部隊新編および移駐。

1. 第14飛行隊が北徳島分屯地に新編。
2. 第50普通科連隊が善通寺駐屯地から高知駐屯地第1営舎地区に移駐。

- 2011年（平成23年）3月：3月11日に起きた東日本大震災の被災地、石巻市東部と女川町に1,500人が派遣され救援活動を実施[3]。
- 2012年（平成24年）3月26日：第14施設中隊が第14施設隊に改編し、高知駐屯地第2営舎地区から新たに開設された徳島駐屯地（徳島県阿南市）[4]に移駐。
- 2013年（平成25年）3月26日：第14旅団司令部付隊から第14化学防護隊が分離、独立。
- 2016年（平成28年）3月26日：第14化学防護隊（善通寺駐屯地）が第14特殊武器防護隊に改編。
- 2018年（平成30年）3月27日：機動旅団へ大規模改編。

1. 第14旅団司令部に火力調整部を新設（同時廃止の第14特科隊本部から改組）。
2. 第15普通科連隊を第15即応機動連隊に改編。
3. 第50普通科連隊に重迫撃砲中隊を新編。
4. 第14特科隊（松山駐屯地）を廃止し、3個射撃中隊を中部方面特科隊に改編し[5]、一部を第15即応機動連隊隷下の火力支援中隊および第50普通科連隊隷下の重迫撃砲中隊に改組。平時は14旅団に隷属。
5. 第14高射特科中隊（松山駐屯地）を第14高射特科隊に増強改編。
6. 第14戦車中隊（日本原駐屯地）を廃止し、第15即応機動連隊隷下の機動戦闘車隊に改編のうえ、日本原駐屯地から善通寺駐屯地に移駐。

2020年頃の主要編成
第15即応機動連隊、第50普通科連隊、第14高射特科隊
- 2022年（令和04年）3月17日：第14情報隊を善通寺駐屯地に新編[6][7]。
- 2024年（令和06年）3月20日：中部方面特科隊（松山駐屯地）の隷属解除。中部方面特科隊は部隊廃止、中部方面特科連隊第4特科大隊に再編。

## 編成・駐屯地
編成
- 第14旅団司令部
- 第15即応機動連隊（3個普通科中隊、機動戦闘車隊基幹）
- 第50普通科連隊（3個普通科中隊基幹）
- 第14後方支援隊
- 第14高射特科隊
- 第14偵察隊
- 第14情報隊
- 第14飛行隊
- 第14施設隊
- 第14通信隊
- 第14特殊武器防護隊
- 第14旅団司令部付隊
- 第14音楽隊

駐屯地
- 善通寺駐屯地（香川県善通寺市）
  - 司令部及び同付隊
  - 第15即応機動連隊
  - 第14後方支援隊
  - 第14偵察隊
  - 第14情報隊
  - 第14通信隊
  - 第14特殊武器防護隊
  - 第14音楽隊
- 松山駐屯地（愛媛県松山市）
  - 第14高射特科隊
- 高知駐屯地（高知県香南市）
  - 第50普通科連隊
- 徳島駐屯地（徳島県阿南市）
  - 第14施設隊
- 北徳島分屯地（徳島県松茂町）
  - 第14飛行隊

## 主要幹部
| 官職名                       | 階級    | 氏名     | 補職発令日     | 前職 |
| ---------------------------- | ------- | -------- | -------------- | --- |
| 第14旅団長                   | 陸将補  | 仲西勝典 | 2025年03月24日 | 防衛監察本部監察官 |
| 副旅団長 兼 善通寺駐屯地司令 | 1等陸佐 | 岡一博   | 2023年08月01日 | 陸上総隊司令部総務部長 |
| 幕僚長                       | 1等陸佐 | 向田俊之 | 2025年03月17日 | 訓練評価支援隊評価分析支援科長 |
| 火力調整部長                 | 1等陸佐 | 田久保智 | 2024年03月18日 | 防衛装備庁長官官房装備開発官付 高高度超音速飛しょう体システム研究室副室長 兼 防衛装備庁航空装備研究所勤務 ※2024年7月1日 1等陸佐昇任 |

| 代 | 氏名       | 在職期間                        | 出身校・期              | 前職                                                           | 後職                                                |
| -- | ---------- | ------------------------------- | ----------------------- | -------------------------------------------------------------- | --------------------------------------------------- |
| 01 | 笠原直樹   | 2006年03月27日 - 2007年03月28日 | 防大16期                | 第2混成団長 兼 善通寺駐屯地司令                                | 退職                                                |
| 02 | 師富敏幸   | 2007年03月28日 - 2008年11月30日 | 防大20期                | 陸上自衛隊小平学校長 兼 小平駐屯地司令                         | 陸上自衛隊研究本部長 （陸将昇任）                   |
| 03 | 鈴木義長   | 2008年12月01日 - 2010年07月26日 | 防大20期                | 自衛隊体育学校長                                               | 退職                                                |
| 04 | 井上武     | 2010年07月26日 - 2012年02月08日 | 生徒16期・ 防大22期     | 陸上幕僚監部運用支援・情報部長                                 | 陸上自衛隊富士学校長 兼 富士駐屯地司令 （陸将昇任） |
| 05 | 永井昌弘   | 2012年02月09日 - 2013年08月21日 | 防大25期                | 陸上自衛隊富士学校特科部長                                     | 西部方面総監部幕僚長 兼 健軍駐屯地司令              |
| 06 | 岸川公彦   | 2013年08月22日 - 2015年08月03日 | 防大28期                | 陸上自衛隊研究本部総合研究部長                                 | 第8師団長 （陸将昇任）                              |
| 07 | 柴田昭市   | 2015年08月04日 - 2017年03月26日 | 防大29期                | 陸上幕僚監部開発官                                             | 第1師団長 （陸将昇任）                              |
| 08 | 大西裕文   | 2017年03月27日 - 2018年03月27日 | 防大27期                | 防衛研究所副所長                                               | 退職                                                |
| 09 | 小和瀬一   | 2018年03月27日 - 2019年12月19日 | 生徒24期・ 東京理科大学 | 陸上幕僚監部監察官                                             | 陸上総隊司令部幕僚長 （陸将昇任）                   |
| 10 | 藤岡登志樹 | 2019年12月20日 - 2020年08月24日 | 防大31期                | 陸上自衛隊富士学校副校長 兼 諸職種協同センター長               | 陸上自衛隊教育訓練研究本部副本部長 兼 総合企画部長  |
| 11 | 遠藤充     | 2020年08月25日 - 2023年03月29日 | 防大35期                | 陸上自衛隊富士学校普通科部長 兼 諸職種協同センター副センター長 | 第7師団長 （陸将昇任）                              |
| 12 | 大場剛     | 2023年03月30日 - 2025年03月23日 | 防大34期                | 東北方面総監部幕僚長 兼 仙台駐屯地司令                         | 第2師団長 （陸将昇任）                              |
| 13 | 仲西勝典   | 2025年03月24日 -                | 防大37期                | 防衛監察本部監察官                                             |                                                     |

## 警備地区
- 第14警備地区：四国4県（徳島県・香川県・愛媛県・高知県）
  - 警備隊区：
    - 第15即応機動連隊：香川県
    - 第50普通科連隊：高知県
    - 第14高射特科隊：愛媛県（宇和島市、愛南町、松野町、鬼北町の1市3町）
    - 第14施設隊：徳島県
    - 中部方面特科連隊第4特科大隊：愛媛県（宇和島市、愛南町、松野町、鬼北町の1市3町を除く）
      - 本部管理中隊：松山市、東温市、伊予市、松前町、砥部町、久万高原町（3市3町）
      - 第10射撃中隊：西条市、新居浜市、四国中央市（3市）
      - 第11射撃中隊：今治市（1市）
      - 第12射撃中隊：八幡浜市、大洲市、西予市、内子町、伊方町（3市2町）

## 自治体間での駐屯地誘致合戦
混成団から旅団に改編される際に、関連する各地元自治体では部隊増加に伴う駐屯地の誘致合戦が行われていた。香川県では知事らが防衛庁に働きかけ、善通寺市に旅団司令部、3個普通科連隊の配置、三豊市にある旧高瀬町が建設した買い手の付かない工業団地にヘリコプター基地の誘致をすべく動いていた。同様に徳島県、高知県、愛媛県も誘致に乗り出していた。これらの県では大規模災害を想定した危機管理、人口増加による地域活性化への期待を背景に自衛隊誘致に動いていた。尚、件の工業団地については誘致は失敗し、2008年（平成20年）に地元企業が購入し一件落着している。最終的には普通科部隊が高知県香南市に、施設科部隊が徳島県阿南市に、航空科部隊が徳島県松茂町に配置されることになった。

## 廃止（改編）部隊
- 2012年（平成24年）3月25日廃止
  - 第14施設中隊「14施」（高知駐屯地）：第14施設隊に改編。
- 2016年（平成28年）3月25日廃止
  - 第14化学防護隊「14化学防」（善通寺駐屯地）：第14特殊武器防護隊に改編。
- 2018年（平成30年）3月26日廃止
  - 第15普通科連隊「15普-本」（善通寺駐屯地）：第15即応機動連隊に改編。
- 2018年（平成30年）3月26日廃止
  - 第14特科隊「14特-本」（松山駐屯地）：中部方面特科隊に改編。
  - 第14高射特科中隊「14高特」（松山駐屯地）：第14高射特科隊に改編。
- 2018年（平成30年）3月26日廃止
  - 第14戦車中隊「14戦」（日本原駐屯地）：第15即応機動連隊隷下の機動戦闘車隊に改編。